# کرک بالتز
کرک بالتز (انگلیسی: Kirk Baltz؛ زادهٔ ۱۴ سپتامبر ۱۹۵۹) بازیگر اهل ایالات متحده آمریکا است. وی از سال ۱۹۸۹ میلادی تاکنون مشغول فعالیت بوده‌است.
از فیلم‌ها یا برنامه‌های تلویزیونی که وی در آن نقش داشته است می‌توان به سگ‌های انباری، تغییر چهره، سیگار و قهوه و پارکر اشاره کرد.